# Домна (річка)
Домна — річка в Україні, у Сновському районі Чернігівської області. Ліва притока Снові (басейн Дніпра).

## Опис
Довжина річки 16 км., похил річки — 1,3 м/км. Площа басейну 103 км².

## Розташування
Бере початок на заході від Куропіївки. Тече переважно на північний захід через Кучинівку і на південному заході від Нових Млинів впадає у річку Снову, праву притоку Десни.